# Reprezentacja Ukrainy w bandy mężczyzn
Reprezentacja Ukrainy w bandy mężczyzn – męski zespół, biorący udział w imieniu Ukrainy w meczach i sportowych imprezach międzynarodowych w bandy, powoływany przez selekcjonera, w którym mogą występować wyłącznie zawodnicy posiadający obywatelstwo ukraińskie. Za jej funkcjonowanie odpowiedzialny jest Ukraiński Związek Bandy i Rink Bandy (UFHMR), który jest członkiem Międzynarodowej Federacji Bandy (FIB).

## Historia
Swój pierwszy oficjalny mecz reprezentacja Ukrainy rozegrała 24 stycznia 2013 roku na mistrzostwach świata dywizji B w szwedzkim Vetlanda. Wtedy przegrała wszystkie 3 mecze w grupie oraz 2 mecze w barażu o 7.miejsce zajmując ostatnie 8.miejsce (ogólne 14). W 2016 osiągnęła najlepszy wynik – końcowa 11 lokata.

## Udział w turniejach międzynarodowych

### Igrzyska olimpijskie
Ukraińscy zawodnicy bandy nie uczestniczyli w zimowych igrzyskach olimpijskich w 1952. Tylko raz ta dyscyplina sportu była przedstawiona na zimowych igrzyskach olimpijskich.
| 1952 | Nie uczestniczyła | Nie uczestniczyła | Nie uczestniczyła | Nie uczestniczyła |

### Mistrzostwa świata
Reprezentacja Ukrainy uczestniczy nieprzerwanie od XXXIII edycji Mistrzostw świata, czyli od 2013 roku. Wcześniej ukraińscy sportowcy występowali w składzie ZSRR. Ukraina występuje w Dywizji B. Najlepszymi mistrzostwami w wykonaniu Ukraińców były mistrzostwa świata w Rosji z 2016 roku. Wtedy wygrali najpierw grupę B Dywizji B, a potem po wygranej po dogrywce z Japonią w ćwierćfinale, przegrała w karnych z Niemcami. W meczu o 3.miejsce Dywizji B pokonali Mongolię w czasie dodatkowym 6-5. Dmytro Kowal z 20 bramkami zdobył tytuł króla strzelców. Ukraina została sklasyfikowana na końcowym 11.miejscu.
| Udział w mistrzostwach świata | Udział w mistrzostwach świata | Udział w mistrzostwach świata |
| Rok                           | Miejsce                       |                               |
| ----------------------------- | ----------------------------- | ----------------------------- |
| 1957                          | W składzie ZSRR               |                               |
| 1961                          | W składzie ZSRR               |                               |
| 1963                          | W składzie ZSRR               |                               |
| 1965                          | W składzie ZSRR               |                               |
| 1967                          | W składzie ZSRR               |                               |
| 1969                          | W składzie ZSRR               |                               |
| 1971                          | W składzie ZSRR               |                               |
| 1973                          | W składzie ZSRR               |                               |
| 1975                          | W składzie ZSRR               |                               |
| 1977                          | W składzie ZSRR               |                               |
| 1979                          | W składzie ZSRR               |                               |
| 1981                          | W składzie ZSRR               |                               |
| 1983                          | W składzie ZSRR               |                               |
| 1985                          | W składzie ZSRR               |                               |
| 1987                          | W składzie ZSRR               |                               |
| 1989                          | W składzie ZSRR               |                               |
| 1991                          | W składzie ZSRR               |                               |
| 1993                          | Nie uczestniczyła             |                               |
| 1995                          | Nie uczestniczyła             |                               |
| 1997                          | Nie uczestniczyła             |                               |
| 1999                          | Nie uczestniczyła             |                               |
| / 2001                        | Nie uczestniczyła             |                               |
| 2003                          | Nie uczestniczyła             |                               |
| / 2004                        | Nie uczestniczyła             |                               |
| 2005                          | Nie uczestniczyła             |                               |
| 2006                          | Nie uczestniczyła             |                               |
| 2007                          | Nie uczestniczyła             |                               |
| 2008                          | Nie uczestniczyła             |                               |
| 2009                          | Nie uczestniczyła             |                               |
| 2010                          | Nie uczestniczyła             |                               |
| 2011                          | Nie uczestniczyła             |                               |
| 2012                          | Nie uczestniczyła             |                               |
| / 2013                        | 14. miejsce                   |                               |
| 2014                          | 16. miejsce                   |                               |
| 2015                          | Nie uczestniczyła             |                               |
| 2016                          | 11. miejsce                   |                               |
| 2017                          | 13. miejsce                   |                               |
| / 2018                        | 14. miejsce                   |                               |
| 2019                          | 17. miejsce                   |                               |